# عبد الرحمن إلياس
عبد الرحمن الياس عوض الكريم (1911 - 12 مارس 1991)، مذيع سابق بالإذاعة السودانية، ولد بحي «ود أرو» في أم درمان في عام 1911، ودرس بالخلوة قبل سن السابعة، ثم التحق بالكُتّاب حيث تعلّم الخط العربي بأنواعه الرقعة والثلث، ثم انتقل للمرحلة الوسطى. وكان بارعًا في الإنشاء، وبالإضافة إلى نبوغه في اللغة العربية كان نابغاً في مادتي اللغة الإنجليزية والرياضيات.
التحق بكلية غردون التذكارية، حيث كانت رغبته أن يصبح مدرساً، لكن سلطة الاحتلال الإنجليزي رفضت ذلك بحجة أنه يُحرِّض التلاميذ على النضال ضدهم، لذا التحق بكلية المحاسبة وعمل في مجاله بالمحاسبة في كل من كسلا • طوكر • القضارف •الخرطوم وودمدني.

## تاريخه
في حي المدنيين بود مدني تعرّف على العمدة إبراهيم السني، وكان يجتمع هو ورفقاء دربه في نادي الخريجين كل خميس وذلك لمناقشة الأمور السياسية بالبلد. وكانوا يُغلفون ذلك بالنشاط الأدبي الثقافي.
حين تقرر سفر الوفد السوداني لمصر لعرض قضية البلاد، وهو أول وفد سياسي سوداني يغادر لخارج البلاد، ارتجل خطاباً بمحطة السكة الحديد بود مدني، فأثار مشاعر الجماهير فاعتقله حكمدار بوليس ودمدني. وشُرِّد من عمله، وكافح بعدها في صبر وإيمان حتى استقر به المطاف في الإذاعة السودانية في وظيفة مذيع مترجم، حيث عُهد إليه ترجمة البيانات الدقيقة.
اشترك كذلك في إذاعة الأخبار والأحاديث والتمثيليات مع شغفه بالرد على الأسئلة الأدبية والاجتماعية.

### التحريض على الإضراب
في العام 1947م حثّ المزارعين بمشروع الجزيرة على الإضراب عن العمل للضغط على المحتلين الإنجليز، فبعث له (بيتر سكس) مدير المشروع لمناقشة الموضوع معه بهدوء.
له مواقف سياسية كثيرة ضد الاحتلال، حيث شارك كثيرا في مظاهرات ضد الإنجليز. واصطدم بمدير النيل الأزرق (السير جيمس روبرتسون) بسبب مواقفه الوطنية، فخيّره بين ترك السياسة أو ترك الوظيفة، فآثر ترك الأخيرة. وقال: خسرنا كل شئ إلا الشرف.

## عمله بالإذاعة
التحق بالعمل في الإذاعة السودانية عام 1936 بالإضافة إلى عمله بالمحاسبة.
توقف عن العمل عام 1939 عندما نُقل إلى ودمدني وعاد إليها بعد أن شرد من عمله كمحاسب.
عمل رئيسًا لقسم النصوص بالإذاعة القومية ورئيساً لقسم الأحاديث، بجانب تقديمه لعدد من البرامج الإذاعية منها: تفضّل معي وبرنامج دع القلق وأبدأ الحياة وقصة الأسبوع.

### كبير المذيعين
في العام 1957 وصل إلى منصب رئيس قسم الأخبار وكبير المذيعين، وكان يقوم بالتقاط الأخبار من الإذاعات العالمية، ويقوم بتحريرها وإذاعتها عبر الإذاعة السودانية ناسباً الخبر إلى المحطة الإذاعية التي أذاعته.

### محرر صحفي ومدقق لغوي
درس الصحافة بالمراسلة من القاهرة، وعمل مصححاً بصحيفتي الصحافة والأيام، إضافة إلى عمله في الإذاعة.

## تأسيس حزب الأشقاء
شارك في تأسيس حزب الأشقاء ومن رموزه عثمان شندي وبابكر التجاني. وكان الإنجليز يقولون له: لن نقبض عليك حتى لا نصنع منك بطلاً .